# Liste der Straßen in Lünen
Die Liste der Straßen in Lünen enthält die  Namen aller 647 im Gemeindegebiet der Stadt Lünen, Kreis Unna, Nordrhein-Westfalen, liegenden Straßen und erläutert, sofern möglich, deren Herkunft.

## Ortsteile
Lünen besteht seit einigen Jahren aus vierzehn sog. statistischen Bezirken (Ortsteilen), wobei die neuen, oft willkürlich gezogenen Grenzen der Ortsteile nicht immer mit den gewachsenen Grenzen übereinstimmen.
Die Straßen sind hier alphabetisch geordnet und nach den 14 neuen statistischen Bezirken gelegen.
- Alstedde, gehörte als Ortsteil zur am 1. Januar 1975 eingegliederten, früheren Gemeinde Altlünen
- Beckinghausen, wurde am 1. Oktober 1923 eingemeindet
- Brambauer, wurde am 1. April 1928 eingemeindet
- Gahmen, wurde am 1. Oktober 1923 eingemeindet
- Geistviertel (auch: In der Geist)
- Horstmar, wurde am 1. Oktober 1923 eingemeindet
- Lippholthausen, wurde am 1. Juli 1914 eingemeindet
- Lünen-Mitte, in den Tabellen einfach Lünen (sog. Stadtkern)
- Lünen-Nord, Bereich alles ab nördlich der Lippe bzw. ab Lippebrücken Lange Str./Münsterstr., Graf-Adolf-Str. (Salford-Brücke), Konrad-Adenauer-Str., Kurt-Schumacher-Str. sowie Zwolle-Allee bis zur (ehemaligen) Grenze zu Nordlünen (Lünen-Nord und Nordlünen bitte nicht verwechseln!)
- Lünen-Süd, der südliche Teil der Kernstadt von Lünen
- Niederaden, wurde am 1. Januar 1968 eingemeindet
- Nordlünen, gehörte als Ortsteil zur am 1. Januar 1975 eingegliederten, früheren Gemeinde Altlünen, s. Anmerkung zu Lünen-Nord.
- Osterfeld, neu geschaffener/bezeichneter Ortsteil zwischen Lünen-Mitte und Lünen-Süd/Gahmen (früher auch Süggel oder Bauverein genannt)
- Wethmar, gehörte als Ortsteil zur am 1. Januar 1975 eingegliederten, früheren Gemeinde Altlünen.

## Postleitzahlen
Bei den folgenden Postleitzahlen handelt es sich um diejenigen der Brief- und Paketzustellung:
- Beckinghausen, Gahmen, Horstmar, Lünen-(Mitte), Lünen-Süd, Niederaden und Osterfeld haben die Postleitzahl 44532.
- Ein kleiner Teil von Lünen-(Mitte) (Dortmunder Straße und Roonstraße sowie die Konrad-Adenauer-Str. bis Nr. 24) hat jedoch die Postleitzahl 44536.
- Lünen-Nord, Alstedde, Nordlünen und Wethmar haben die Postleitzahl 44534.
- Brambauer, das Geistviertel und Lippholthausen haben die Postleitzahl 44536.

## Telefonvorwahlen
- Mit Ausnahme Brambauers lautet die Telefonvorwahl 02306.
- Brambauer hat die Dortmunder Vorwahl 0231.
- Die Lüner Vorwahl 02306 haben auch der Bergkamener Stadtteil Oberaden und (teilweise) der Selmer Stadtteil Cappenberg.

## A
| Straßenname                  | Ortsteil bzw. statistischer Bezirk | Herleitung | Bemerkungen                                             |
| ---------------------------- | ---------------------------------- | --- | ------------------------------------------------------- |
| Achenbachstraße              | Brambauer                          | Zeche Minister Achenbach, ehemaliges Bergwerk in Brambauer                                                                                    | K 34                                                    |
| Ackerstraße                  | Nordlünen                          | | 10, 11, seltsame Nummernreihenfolge                     |
| Ackerstraße                  | Alstedde                           | | 13–33, seltsame Nummernreihenfolge                      |
| Adalbert-Stifter-Weg         | Nordlünen                          | Adalbert Stifter, österreichischer Schriftsteller                                                                                             |                                                         |
| Adolf-Damaschke-Straße       | Lünen-Süd                          | Adolf Damaschke, deutscher Pädagoge und Bodenreformer                                                                                         |                                                         |
| Adolf-Stock-Straße           | Brambauer                          | Adolf Stock, Oberbürgermeister | bis 1974 Auf der Heide                                  |
| Ahornstraße                  | Nordlünen                          | Ahorne, Pflanzengattung |                                                         |
| Ährenweg                     | Alstedde                           | |                                                         |
| Akazienstraße                | Nordlünen                          | Akazien, Pflanzengattung |                                                         |
| Albert-Schweitzer-Straße     | Alstedde                           | Albert Schweitzer, deutsch-französischer Arzt und Pazifist                                                                                    |                                                         |
| Alfred-Meermann-Straße       | Nordlünen                          | Alfred Meermann, letzter Bürgermeister der ehemaligen Gemeinde Altlünen, Träger des Bundesverdienstkreuzes                                    |                                                         |
| Alfred-Seepe-Straße          | Niederaden                         | Alfred Seepe, Lehrer |                                                         |
| Alfredplatz                  | Brambauer                          | |                                                         |
| Allensteiner Straße          | Alstedde                           | Allenstein, Stadt in Ermland-Masuren, Polen                                                                                                   |                                                         |
| Aloys-Siegeroth-Straße       | Wethmar                            | Aloys Siegeroth (1894–1992), Lehrer und Heimatforscher                                                                                        |                                                         |
| Alsenstraße                  | Lünen-Süd                          | Alsen, dänische Insel (Deutsch-Dänischer Krieg)                                                                                               |                                                         |
| Alstedder Straße             | Alstedde                           | Straße in Alstedde, aus altsächsisch: Ahl = Gott, Götter und stedi = Stätte                                                                   | K 19                                                    |
| Altdorferweg                 | Osterfeld                          | Albrecht Altdorfer, deutscher Maler |                                                         |
| Alter Kirchweg               | Alstedde                           | |                                                         |
| Alter Postweg                | Horstmar                           | Früher: Postweg zwischen Horstmar und Lanstrop                                                                                                |                                                         |
| Alte Gärtnerei               | Nordlünen                          | |                                                         |
| Alte Herrenthey              | Brambauer                          | |                                                         |
| Alte Ziegelei                | Brambauer                          | |                                                         |
| Altstadtstraße               | Lünen-Nord                         | Straße in Lünens ehemaliger Altstadt |                                                         |
| Am Alten Sägewerk            | Beckinghausen                      | |                                                         |
| Am Anger                     | Alstedde                           | |                                                         |
| Am Brambusch                 | Brambauer                          | Bram, Pflanzengattung (Ginster) |                                                         |
| Am Calversbach               | Brambauer                          | |                                                         |
| Am Christinentor             | Lünen                              | |                                                         |
| Am Diek                      | Wethmar                            | |                                                         |
| Am Feldbrand                 | Niederaden                         | Feldbrandstein, Urform des Ziegelsteins |                                                         |
| Am Freibad                   | Brambauer                          | |                                                         |
| Am Freistuhl                 | Brambauer                          | Freistuhl, alte Gerichtsbezeichnung (auch Feme)                                                                                               |                                                         |
| Am Friedhof                  | Osterfeld                          | |                                                         |
| Am Fuchsbach                 | Alstedde                           | |                                                         |
| Am Grünen Winkel             | Lünen-Nord                         | |                                                         |
| Am Hallenbad                 | Nordlünen                          | Hallenbad mittlerweile abgebrochen |                                                         |
| Am Heikenberg                | Alstedde                           | |                                                         |
| Am Kanal                     | Lippholthausen                     | Datteln-Hamm-Kanal Nähe Stadthafen |                                                         |
| Am Katzbach                  | Lünen-Nord                         | |                                                         |
| Am Kelmbach                  | Brambauer                          | |                                                         |
| Am Knick                     | Alstedde                           | |                                                         |
| Am Knie                      | Lünen-Nord                         | |                                                         |
| Am Kornfeld                  | Alstedde                           | |                                                         |
| Am Krähenort                 | Gahmen                             | Krähen, Vogelgattung Corvus (zusammen mit den Raben)                                                                                          |                                                         |
| Am Kühlturm                  | Brambauer                          | | auf dem Gelände der ehemaligen Zeche Minister Achenbach |
| Am Lindeneck                 | Gahmen                             | Linden, Pflanzengattung |                                                         |
| Am Lüner Brunnen             | Lippholthausen                     | Früherer „Gesundbrunnen“ in Lippholthausen |                                                         |
| Am Lüser Bach                | Niederaden                         | |                                                         |
| Am Mahlbach                  | Gahmen                             | |                                                         |
| Am Mispelbohm                | Nordlünen                          | Mispel, Pflanzenart |                                                         |
| Am Nierhof                   | Brambauer                          | |                                                         |
| Am Preußenbahnhof            | Horstmar/Lünen-Süd                 | Verbindung der beiden Kreisverkehre unterhalb der Bahntrasse (Tunnel)                                                                         |                                                         |
| Am Riepersbusch              | Brambauer                          | |                                                         |
| Am Rothenbach                | Beckinghausen                      | |                                                         |
| Am Schottweg                 | Lünen-Süd                          | |                                                         |
| Amselweg                     | Brambauer                          | Amsel, Vogelart |                                                         |
| Am Steinkreuz                | Alstedde                           | | 10–22, 19–33                                            |
| Am Steinkreuz                | Nordlünen                          | 32A–42, 35–41 |                                                         |
| Am Struckmannsberg           | Nordlünen                          | Nach dem alten Bauernhof Struckmann |                                                         |
| Am Triftenteich              | Osterfeld                          | |                                                         |
| Am Urnenfeld                 | Alstedde                           | |                                                         |
| Am Vogelsberg                | Nordlünen                          | Strasse zum und am Vogelberg | bis 1974 ab 22, 27 Amselweg                             |
| Am Voßdiek                   | Brambauer                          | |                                                         |
| Am Westpark                  | Brambauer                          | | ursprünglich Kuhweg                                     |
| Am Wetterschacht             | Nordlünen                          | Schacht zur Bewetterung (Bergbau) |                                                         |
| Am Wiesenhang                | Alstedde                           | |                                                         |
| Am Wüstenknapp               | Lünen-Nord                         | |                                                         |
| An der Becke                 | Brambauer                          | Becke, mittelniederdeutsches Wort für Bach |                                                         |
| An der Fähre                 | Beckinghausen                      | Fähre über die Lippe (Fluss) |                                                         |
| An der Gräfte                | Niederaden                         | Gräfte, Wassergraben |                                                         |
| An der Kohlenbahn            | Horstmar                           | Eisenbahn zum Kohlentransport der Zeche Preußen zur Bahnstrecke bzw. zum Preußenhafen am Datteln-Hamm-Kanal, existierte von 1929 bis ca. 1985 |                                                         |
| An der Kohlenwäsche          | Brambauer                          | Einrichtung zur Befreiung der abgebauten Kohle von Bergematerial (Sand, Steine, Ton)                                                          |                                                         |
| An der Linnerst              | Brambauer                          | |                                                         |
| An der Lune                  | Geistviertel                       | alte Bezeichnung für Lünen |                                                         |
| An der Schleuse              | Alstedde                           | Schleuse an der Lippe |                                                         |
| An der Seilbahn              | Brambauer                          | Seilbahn, ehemalige aufgeständerte Kohlentransportbahn (Hängebahn) zwischen den beiden Schachtanlagen der Zeche Minister Achenbach            |                                                         |
| An der Seseke                | Beckinghausen                      | Seseke, Nebenfluss der Lippe |                                                         |
| An der Steinhalde            | Lünen-Süd                          | Abraumhalde ("Gesteinshalde") der Zeche Preußen bzw. Zeche Victoria 3/4                                                                       |                                                         |
| An der Vogelscher            | Alstedde                           | |                                                         |
| An der Wallhecke             | Alstedde                           | |                                                         |
| An der Wethmarheide          | Brambauer                          | |                                                         |
| Arndtstraße                  | Lünen-Nord                         | Ernst Moritz Arndt, deutscher Schriftsteller und Freiheitskämpfer                                                                             | bis 1938 Hüttenstraße                                   |
| Asternweg                    | Horstmar                           | Astern, Pflanzengattung |                                                         |
| Astrid-Lindgren-Straße       | Horstmar                           | Astrid Lindgren, schwedische Schriftstellerin                                                                                                 |                                                         |
| Auf dem Buxkamp              | Horstmar                           | |                                                         |
| Auf dem Eigengrund           | Lünen-Süd                          | |                                                         |
| Auf dem Kelm                 | Brambauer                          | |                                                         |
| Auf dem Osterfeld            | Osterfeld                          | |                                                         |
| Auf dem Ringe                | Gahmen                             | |                                                         |
| Auf dem Sande                | Wethmar                            | |                                                         |
| Auf dem Sudberg              | Brambauer                          | |                                                         |
| Auf dem Weidkamp             | Lünen                              | |                                                         |
| Auf dem Wittkamp             | Niederaden                         | |                                                         |
| Auf den Kämpen               | Niederaden                         | |                                                         |
| Auf der Höhe                 | Brambauer                          | |                                                         |
| Auf der Kiepe                | Geistviertel                       | Alte Flurbezeichnung |                                                         |
| Auf der Leibzucht            | Gahmen                             | Leibzucht, Verpflichtung zur Erbringung von Naturalleistungen                                                                                 |                                                         |
| Auf der Rühenbeck            | Lippholthausen                     | Rühenbeck, linker Nebenbach der Lippe |                                                         |
| Augustastraße                | Lünen-Nord                         | Kaiserin Augusta (1811–1890) |                                                         |
| Auguste-Schnakenbrock-Straße | Lünen-Süd                          | Auguste Schnakenbrock, Lehrerin und Kommunalpolitikerin, s. Liste der Stolpersteine in Lünen                                                  | bis 1974 Hermann-Löns-Straße                            |
| Augustin-Wibbelt-Straße      | Nordlünen                          | Augustin Wibbelt, deutscher Geistlicher und Mundartdichter                                                                                    |                                                         |
| August-Schmidt-Straße        | Lünen-Süd                          | August Schmidt, deutscher Politiker und Gewerkschafter                                                                                        |                                                         |
| August-Wegmann-Straße        | Niederaden                         | August Wegmann, (1891–1975) Kommunalpolitiker, Bürgermeister und Ehrenbürger Niederadens und Lünens                                           |                                                         |

## B
| Straßenname               | Ortsteil bzw. statistischer Bezirk | Herleitung                                                                                | Bemerkungen                                                 |
| ------------------------- | ---------------------------------- | ----------------------------------------------------------------------------------------- | ----------------------------------------------------------- |
| Bachstraße                | Brambauer                          |                                                                                           |                                                             |
| Bäckerstraße              | Lünen                              |                                                                                           | von 1936 bis 1945 Emil-Fröse-Straße                         |
| Bahnstraße                | Lünen-Süd                          | Zechenbahn vom Preußenhafen zur Zeche Gneisenau, heute Leezenpatt                         |                                                             |
| Barbarastraße             | Lünen-Nord                         | Heilige Barbara, Schutzpatronin der Bergleute                                             |                                                             |
| Bauerheide                | Geistviertel                       |                                                                                           |                                                             |
| Baukelweg                 | Horstmar                           |                                                                                           |                                                             |
| Bebelstraße               | Osterfeld                          | August Bebel, deutscher Politiker                                                         | bis 1922 und von 1933 bis 1946 Kaiserstraße; 39–95, 46–106D |
| Bebelstraße               | Lünen-Süd                          | August Bebel, deutscher Politiker                                                         | 120–200, 125–207                                            |
| Beethovenstraße           | Lünen-Süd                          | Ludwig van Beethoven, deutscher Komponist                                                 |                                                             |
| Behringstraße             | Geistviertel                       | Emil von Behring, deutscher Bakteriologe und Serologe, Nobelpreisträger                   |                                                             |
| Beisenkamp                | Alstedde                           |                                                                                           |                                                             |
| Bergerhof                 | Brambauer                          |                                                                                           | bis 1974 In den Erlen                                       |
| Berggarten                | Alstedde                           |                                                                                           |                                                             |
| Bergkampstraße            | Nordlünen                          |                                                                                           |                                                             |
| Bergstraße                | Osterfeld                          |                                                                                           | 3–73, 30–70                                                 |
| Bergstraße                | Gahmen                             | 72–158, 93–175                                                                            |                                                             |
| Bernhard-Falk-Straße      | Gahmen                             | Bernhard Falk (1870–1939), Bergmann und Geologe, Mitbegründer des Museums der Stadt Lünen |                                                             |
| Bertha-von-Suttner-Straße | Nordlünen                          | Bertha von Suttner, österreichische Pazifistin und Schriftstellerin                       |                                                             |
| Bettina-von-Arnim-Straße  | Nordlünen                          | Bettina von Arnim, deutsche Schriftstellerin                                              |                                                             |
| Bindemeer                 | Geistviertel                       |                                                                                           |                                                             |
| Bindestraße               | Horstmar                           |                                                                                           |                                                             |
| Binsenweg                 | Horstmar                           | Binsen, Pflanzengattung                                                                   |                                                             |
| Birkenweg                 | Mitte                              | Birken, Pflanzengattung                                                                   |                                                             |
| Bismarckstraße            | Osterfeld                          | Otto von Bismarck, deutscher Reichskanzler                                                |                                                             |
| Blücherstraße             | Osterfeld                          | Gebhard Leberecht von Blücher, preußischer Generalfeldmarschall                           | 1A–39, 2–46                                                 |
| Blücherstraße             | Lünen-Süd                          | Gebhard Leberecht von Blücher, preußischer Generalfeldmarschall                           | 45–61                                                       |
| Böcklinstraße             | Osterfeld                          | Arnold Böcklin, Schweizer Maler und Bildhauer                                             |                                                             |
| Borker Straße             | Lünen-Nord                         | Straße nach Bork, im MA Nordlünischer Fuhrweg                                             | 2–72, 1–77C; ab 29A, 30                                     |
| Borker Straße             | Alstedde                           | Straße nach Bork, im MA Nordlünischer Fuhrweg                                             | 79–109, 80A–90;                                             |
| Borker Straße             | Nordlünen                          | Straße nach Bork, im MA Nordlünischer Fuhrweg                                             | 102–262, 113–281;                                           |
| Brahmsstraße              | Nordlünen                          | Johannes Brahms, deutscher Komponist                                                      |                                                             |
| Brambauerstraße           | Brambauer                          | Straße in Brambauer                                                                       | L 654 bis 1928 Lünener Straße                               |
| Brechtener Straße         | Brambauer                          | Straße nach Brechten                                                                      | L 511                                                       |
| Breite Hecke              | Horstmar                           | Hecke, Aufwuchs stark verzweigter Sträucher                                               |                                                             |
| Breiter Weg               | Horstmar                           |                                                                                           |                                                             |
| Breslauer Weg             | Lünen-Süd                          | Breslau, Stadt in Niederschlesien, Polen                                                  |                                                             |
| Brombeerenweg             | Horstmar                           | Brombeeren, Pflanzengattung                                                               |                                                             |
| Brückenkamp               | Osterfeld                          |                                                                                           |                                                             |
| Brucknerstraße            | Nordlünen                          | Anton Bruckner, österreichischer Komponist                                                |                                                             |
| Brüderweg                 | Niederaden                         |                                                                                           |                                                             |
| Brüggeweg                 | Brambauer                          |                                                                                           |                                                             |
| Brunnenstraße             | Lippholthausen                     | im 19. Jhdt. eine Sommerfrische mit Brunnen und Bad                                       | 18–138, 67–95; K 1 ab 95, 98                                |
| Buchenberg                | Osterfeld                          | Buchenberg, Erhebung in Lünen                                                             |                                                             |
| Buchenweg                 | Osterfeld                          | Buchen, Pflanzengattung                                                                   |                                                             |
| Buntspechtweg             | Nordlünen                          | Buntspechte, Vogelgattung                                                                 |                                                             |

## C
| Straßenname                  | Ortsteil bzw. statistischer Bezirk | Herleitung                                                         | Bemerkungen                 |
| ---------------------------- | ---------------------------------- | ------------------------------------------------------------------ | --------------------------- |
| Camminer Weg                 | Lünen-Süd                          | Cammin, Stadt in Westpommern, Polen, nahm Evakuierte aus Lünen auf |                             |
| Cappenberger See             | Nordlünen                          | Cappenberger See, künstlicher See in Lünen                         |                             |
| Cappenberger Straße          | Lünen-Nord                         | Straße nach Cappenberg                                             | 1–61, 2–64; L 810 ab 22, 23 |
| Cappenberger Straße          | Nordlünen                          | Straße nach Cappenberg                                             | 67–165, 68–200; L 810       |
| Christian-Morgenstern-Straße | Lünen-Nord                         | Christian Morgenstern, deutscher Dichter und Schriftsteller        |                             |
| Clara-Vogedes-Straße         | Wethmar                            | Clara Vogedes (1892–1983) deutsche Malerin                         |                             |

## D
| Straßenname                | Ortsteil bzw. statistischer Bezirk | Herleitung | Bemerkungen                  |
| -------------------------- | ---------------------------------- | --- | ---------------------------- |
| Dahlienweg                 | Horstmar                           | Dahlien, Pflanzengattung |                              |
| Dammstraße                 | Niederaden                         | |                              |
| Dammwiese                  | Lünen-Süd                          | |                              |
| Danziger Weg               | Lünen-Süd                          | Danzig, Stadt in Pommern, Polen |                              |
| Derfflingerstraße          | Osterfeld                          | Georg von Derfflinger, brandenburgischer Feldmarschall                                                                                           |                              |
| Derner Straße              | Lünen-Süd                          | Straße nach Derne |                              |
| Diebeckerweg               | Brambauer                          | Diebecker, ehemaliger Bauernhof in Brambauer |                              |
| Dieckenbruch               | Lünen-Süd                          | |                              |
| Diesterwegstraße           | Brambauer                          | Adolph Diesterweg, deutscher Pädagoge | bis 1974 Schulstraße         |
| Distelweg                  | Horstmar                           | Disteln, stachelige Pflanzen |                              |
| Dohlenweg                  | Niederaden                         | Dohle, Vogelart | bis 2012 Agnes-Miegel-Straße |
| Dorfstraße                 | Wethmar                            | | K 19 114, 131–135            |
| Dorotheenstraße            | Nordlünen                          | |                              |
| Dortmunder Straße          | Lünen                              | Straße nach Dortmund | 1–71; / ab 61                |
| Dortmunder Straße          | Geistviertel                       | Straße nach Dortmund | 2–54; / ab 48                |
| Dortmunder Straße          | Osterfeld                          | Straße nach Dortmund | 79–93; /                     |
| Dortmunder Straße          | Brambauer                          | Straße nach Dortmund | 236–244, 267; ; bis 244      |
| Döttelbeckstraße           | Lünen-Nord                         | Familie Döttelbeck, seit 1789 Schankwirte in Lünen-Nord, später: Gastwirtschaft „Zur Katzbach“                                                   | 2–22                         |
| Döttelbeckstraße           | Nordlünen                          | Familie Döttelbeck, seit 1789 Schankwirte in Lünen-Nord, später: Gastwirtschaft „Zur Katzbach“                                                   | 60–62                        |
| Dr.-Alma-Langenbach-Straße | Alstedde                           | Julie Dorothea Alma Langenbach, Oberstudienrätin und Heimatforscherin                                                                            |                              |
| Dreischfeld                | Nordlünen                          | hieß 1753: Rue de Cappenberg | K 19                         |
| Dr.-Flume-Straße           | Geistviertel                       | Lüner Familie Flume, insbesondere drei Ärzte: Johann Friedrich Wilhelm, Wilhelm und Emil Heinrich Wilhelm sowie Otto Flume, Erzieher und Dichter |                              |
| Dr.-Hans-Greef-Straße      | Nordlünen                          | Hans Greef, Werksdirektor |                              |
| Dr.-Lappe-Weg              | Geistviertel                       | Josef Lappe, deutscher Pädagoge, westfälischer Historiker                                                                                        |                              |
| Drosselweg                 | Nordlünen                          | Drosseln, Vogelfamilie |                              |
| Düppelstraße               | Lünen-Süd                          | Düppel, Kirchspielgemeinde in Dänemark (Düppeler Schanzen)                                                                                       |                              |
| Dürerstraße                | Osterfeld                          | Albrecht Dürer, deutscher Maler und Graphiker |                              |

## E
| Straßenname              | Ortsteil bzw. statistischer Bezirk | Herleitung                                                            | Bemerkungen                                                                       |
| ------------------------ | ---------------------------------- | --------------------------------------------------------------------- | --------------------------------------------------------------------------------- |
| Ebertstraße              | Horstmar                           | Friedrich Ebert, deutscher Reichspräsident                            | von 1933 bis 1946 Tannenbergstraße                                                |
| Eduard-Petrat-Straße     | Horstmar                           | Eduard Petrat, Kommunalpolitiker, s. Liste der Stolpersteine in Lünen |                                                                                   |
| Eichendorffstraße        | Lünen-Süd                          | Joseph von Eichendorff, deutscher Schriftsteller                      |                                                                                   |
| Eichenweg                | Niederaden                         | Eichen, Pflanzengattung                                               |                                                                                   |
| Elbinger Weg             | Alstedde                           | Elbing, Stadt in Ermland-Masuren, Polen                               |                                                                                   |
| Elisabeth-Selbert-Straße | Nordlünen                          | Elisabeth Selbert, deutsche Politikerin und Juristin                  |                                                                                   |
| Elisabethstraße          | Lünen-Nord                         |                                                                       |                                                                                   |
| Elmenhorster Weg         | Brambauer                          | Elmenhorst, Bauerschaft in Waltrop                                    |                                                                                   |
| Elsa-Brändström-Straße   | Brambauer                          | Elsa Brändström, schwedische Philanthropin                            | bis 1918 Kaiserstraße; bis 1934 Weststraße                                        |
| Emil-Stade-Platz         | Brambauer                          | Emil Stade, Bergassessor                                              |                                                                                   |
| Emil-Stade-Straße        | Brambauer                          | Emil Stade, Bergassessor                                              |                                                                                   |
| Emmistraße               | Lünen-Nord                         |                                                                       |                                                                                   |
| Engelstraße              | Lünen-Nord                         | 1778 Englische-Wiesen-Str., 1878 Engelsche Wiese                      |                                                                                   |
| Engelswiese              | Lünen-Nord                         | s.Engelstr. Nähe Tobiaspark                                           | zeitweise ab 1999 Am Busbahnhof                                                   |
| Erich-Lauf-Straße        | Brambauer                          | Erich Lauf, Chefarzt                                                  |                                                                                   |
| Erlensunder Weg          | Niederaden                         | Erlen, Pflanzengattung                                                |                                                                                   |
| Ernst-Becker-Straße      | Lünen-Nord                         | Ernst Becker, früherer Oberbürgermeister und Ehrenbürger              | bis 1938 Arndtstraße; bis 1945 Hermann-Göring-Straße; 1–61, 10–52                 |
| Ernst-Becker-Straße      | Nordlünen                          | Ernst Becker, früherer Oberbürgermeister und Ehrenbürger              | bis 1938 Arndtstraße; bis 1945 Hermann-Göring-Straße; 64                          |
| Ernst-Waldschmidt-Straße | Geistviertel                       | Ernst Waldschmidt, deutscher Indologe                                 |                                                                                   |
| Ernst-Weiß-Straße        | Wethmar                            | Ernst Weiß, Hüttendirektor                                            | bis 1957 Mittelstraße                                                             |
| Ernst-Wiechert-Straße    | Lünen-Nord                         | Ernst Wiechert, deutscher Schriftsteller                              |                                                                                   |
| Ernteweg                 | Alstedde                           | Ernte                                                                 |                                                                                   |
| Erzbergerstraße          | Lünen-Nord                         | Matthias Erzberger, deutscher Publizist und Politiker                 | bis 1922 und von 1933 bis 1946 Hohenzollernstraße, vorher auch Wethmarsche Straße |
| Eschenweg                | Nordlünen                          | Eschen, Pflanzengattung                                               |                                                                                   |
| Espelweg                 | Brambauer                          |                                                                       |                                                                                   |
| Eugen-Birke-Weg          | Gahmen                             | Eugen Birke, ehemaliger Vorsitzender der SG Gahmen                    |                                                                                   |
| Eulenstraße              | Niederaden                         | Eulen, Vogelordnung                                                   |                                                                                   |
| Evinger Straße           | Brambauer                          | Straße durch Eving, letzter Abschnitt                                 | Hausnummern 704–732!;                                                             |

## F
| Straßenname                    | Ortsteil bzw. statistischer Bezirk | Herleitung                                                     | Bemerkungen                                                       |
| ------------------------------ | ---------------------------------- | -------------------------------------------------------------- | ----------------------------------------------------------------- |
| Falkenweg                      | Nordlünen                          | Falken, Vogelgattung                                           |                                                                   |
| Fasanenweg                     | Brambauer                          | Fasan, Vogelart                                                |                                                                   |
| Feldstraße                     | Horstmar                           |                                                                |                                                                   |
| Ferdinand-Sauerbruch-Straße    | Brambauer                          | Ferdinand Sauerbruch, deutscher Arzt                           |                                                                   |
| Ferdinandstraße                | Brambauer                          |                                                                |                                                                   |
| Ferigestraße                   | Brambauer                          | Heinrich Ferige, Landwirt in Brambauer                         | Grundstücksschenkungen an die Stadt und die evangelische Gemeinde |
| Feuerbachweg                   | Osterfeld                          | Anselm Feuerbach, deutscher Maler                              |                                                                   |
| Fichtestraße                   | Lünen-Nord                         | Johann Gottlieb Fichte, deutscher Philosoph                    |                                                                   |
| Finkenstraße                   | Niederaden                         | Finken, Vogelfamilie                                           |                                                                   |
| Flachskamp                     | Alstedde                           | Flachs, Pflanzenart                                            |                                                                   |
| Fliederweg                     | Horstmar                           | Flieder, Pflanzengattung                                       |                                                                   |
| Florianstraße                  | Nordlünen                          |                                                                |                                                                   |
| Flöz-Sonnenschein-Straße       | Brambauer                          | Flöz der Zeche Minister Achenbach                              | auf dem Gelände der ehemaligen Zeche                              |
| Föhrenweg                      | Alstedde                           | Föhren, Pflanzengattung (Kiefern)                              |                                                                   |
| Fontanestraße                  | Lünen-Nord                         | Theodor Fontane, deutscher Schriftsteller                      |                                                                   |
| Franz-Gerwin-Straße            | Wethmar                            | Franz Gerwin, Gymnasialzeichenlehrer und Industriemaler        |                                                                   |
| Franz-Goormann-Straße          | Lünen                              | Franz Goormann, Auktionator                                    |                                                                   |
| Freiligrathstraße              | Lünen-Süd                          | Ferdinand Freiligrath, deutscher Lyriker                       |                                                                   |
| Friedenstraße                  | Lünen                              |                                                                | bis 1922 und von 1933 bis 1946 Kronprinzenstraße                  |
| Friedhofstraße                 | Brambauer                          |                                                                |                                                                   |
| Friedrichstraße                | Geistviertel                       |                                                                |                                                                   |
| Friedrich-Surmann-Straße       | Wethmar                            | Friedrich Surmann, Werksdirektor der ehem. Westfalia           |                                                                   |
| Friedrich-Wilhelm-Weber-Straße | Nordlünen                          | Friedrich Wilhelm Weber, deutscher Arzt, Politiker und Dichter |                                                                   |
| Frydagstraße                   | Lippholthausen                     | Frydag, Adelsfamilie                                           |                                                                   |

## G
| Straßenname              | Ortsteil bzw. statistischer Bezirk | Herleitung                                                                          | Bemerkungen                                                    |
| ------------------------ | ---------------------------------- | ----------------------------------------------------------------------------------- | -------------------------------------------------------------- |
| Gahmener Kamp            | Osterfeld                          | Straße durch das Gahmener Feld                                                      |                                                                |
| Gahmener Straße          | Gahmen                             | Straße nach und durch Gahmen                                                        | L 684                                                          |
| Garbenweg                | Alstedde                           | Garbe, Bündel aus Getreidehalmen                                                    |                                                                |
| Gartenstraße             | Lünen-Nord                         | früher: Schnitstraße                                                                | Seitenwechsel der geraden und ungeraden Hausnummern bei 27A/29 |
| Georgstraße              | Nordlünen                          |                                                                                     |                                                                |
| Gerhart-Hauptmann-Straße | Lünen-Nord                         | Gerhart Hauptmann, deutscher Schriftsteller (Literatur-Nobelpreisträger)            |                                                                |
| Gerta-Overbeck-Straße    | Wethmar                            | Gerta Overbeck, deutsche Malerin                                                    |                                                                |
| Gertrud-Bäumer-Straße    | Nordlünen                          | Gertrud Bäumer, deutsche Frauenrechtlerin und Schriftstellerin                      |                                                                |
| Gertrudstraße            | Nordlünen                          |                                                                                     |                                                                |
| Ginsterweg               | Horstmar                           | Ginster, Pflanzengattung                                                            |                                                                |
| Glatzer Weg              | Alstedde                           | Glatz, Stadt in Niederschlesien, Polen                                              |                                                                |
| Glogauer Straße          | Horstmar                           | Glogau, Stadt in Niederschlesien, Polen                                             |                                                                |
| Glückaufstraße           | Lünen-Nord                         | Glückauf, Bergmannsgruß                                                             |                                                                |
| Gneisenaustraße          | Osterfeld                          | August Neidhardt von Gneisenau, preußischer Generalfeldmarschall und Heeresreformer |                                                                |
| Goebenstraße             | Osterfeld                          | August Karl von Goeben, preußischer General                                         |                                                                |
| Goethestraße             | Lünen-Nord                         | Johann Wolfgang von Goethe, deutscher Dichter                                       |                                                                |
| Goldammerweg             | Niederaden                         | Goldammer, Vogelart                                                                 |                                                                |
| Goldbrinkstraße          | Lünen-Nord                         |                                                                                     |                                                                |
| Goldrutenweg             | Nordlünen                          | Goldruten, Pflanzengattung                                                          |                                                                |
| Goldstraße               | Lünen                              | Gold, chemisches Element mit der Ordnungszahl 79                                    |                                                                |
| Görlitzer Straße         | Horstmar                           | Görlitz, Stadt in Sachsen (ehemals Niederschlesien)                                 |                                                                |
| Görresstraße             | Gahmen                             | Joseph Görres, deutscher Hochschullehrer und Publizist                              |                                                                |
| Gottfriedstraße          | Nordlünen                          | Gottfried von Cappenberg, Heiliger, Prämonstratenser                                |                                                                |
| Graf-Adolf-Straße        | Lünen-Nord                         | Graf Adolf II. von der Mark                                                         | Benennung 1909; 1–31, 6–14                                     |
| Graf-Adolf-Straße        | Lünen                              | Graf Adolf II. von der Mark                                                         | 34–36                                                          |
| Graf-Adolf-Straße        | Geistviertel                       | Graf Adolf II. von der Mark                                                         | 39                                                             |
| Graf-Haeseler-Straße     | Geistviertel                       | Gottlieb von Haeseler (Generalfeldmarschall)                                        |                                                                |
| Grenzstraße              | Lünen-Nord                         | Straße an der ehemaligen Grenze Lünen/Altlünen                                      | 2–154, 7–127                                                   |
| Grenzstraße              | Nordlünen                          | Straße an der ehemaligen Grenze Lünen/Altlünen                                      | 156A–162B                                                      |
| Grünberger Straße        | Horstmar                           | Grünberg, Stadt in Lebus, Polen                                                     |                                                                |
| Grüner Weg               | Niederaden                         |                                                                                     |                                                                |
| Grünewaldweg             | Osterfeld                          | Matthias Grünewald, deutscher Maler und Graphiker, Schöpfer des Isenheimer Altars   |                                                                |
| Gudrunstraße             | Nordlünen                          |                                                                                     |                                                                |
| Günter-Boas-Straße       | Wethmar                            | Günter Boas, deutscher Jazz- und Bluesmusiker                                       |                                                                |
| Günter-Kleine-Straße     | Osterfeld                          | ehem. Geschäftsführer Bauverein Lünen                                               |                                                                |
| Gustavstraße             | Brambauer                          |                                                                                     |                                                                |
| Gustav-Sybrecht-Straße   | Brambauer                          | Gustav Sybrecht, Knappschaftsarzt                                                   | zunächst Krankenhausstraße; bis 1957 Hospitalstraße            |

## H
| Straßenname                 | Ortsteil bzw. statistischer Bezirk | Herleitung | Bemerkungen |
| --------------------------- | ---------------------------------- | --- | --- |
| Hafenstraße                 | Lünen-Süd                          | | |
| Haferkampstraße             | Brambauer                          | | |
| Hagebuttenweg               | Nordlünen                          | Hagebutten, Sammelnussfrüchte verschiedener Rosenarten                                                              | |
| Hainbuchenstraße            | Nordlünen                          | Hainbuchen, Pflanzengattung                                                                                         | |
| Hainweg                     | Alstedde                           | | |
| Hammer Straße               | Beckinghausen                      | Straße nach Hamm | |
| Händelstraße                | Nordlünen                          | Georg Friedrich Händel, deutsch-britischer Komponist                                                                | |
| Hans-Böckler-Straße         | Lünen-Nord                         | Hans Böckler, deutscher Politiker und Gewerkschafter                                                                | |
| Hans-Herwig-Straße          | Wethmar                            | Hans Herwig, Generalmusikdirektor                                                                                   | |
| Harkortweg                  | Gahmen                             | Friedrich Harkort, deutscher Unternehmer und Politiker                                                              | |
| Haselnußweg                 | Nordlünen                          | Haseln, Pflanzengattung                                                                                             | beibehaltene alte Schreibweise |
| Hasenweg                    | Brambauer                          | Hasen, Säugetierfamilie                                                                                             | |
| Haydnstraße                 | Nordlünen                          | Joseph Haydn, österreichischer Komponist                                                                            | |
| Hebbelweg                   | Lünen-Nord                         | Friedrich Hebbel, deutscher Schriftsteller                                                                          | |
| Heckenweg                   | Nordlünen                          | Hecke, Aufwuchs stark verzweigter Sträucher                                                                         | |
| Hedwigstraße                | Lünen-Nord                         | | |
| Heidestraße                 | Nordlünen                          | Heide, Landschaftstyp                                                                                               | |
| Heimstraße                  | Brambauer                          | | |
| Heinestraße                 | Lünen-Süd                          | Heinrich Heine, deutscher Dichter und Schriftsteller                                                                | bis 1935 Heinestraße; bis 1947 Matthias-Claudius-Straße                                                                                 |
| Heinrich-Imbusch-Platz      | Alstedde                           | Heinrich Imbusch, deutscher Gewerkschafter und Politiker                                                            | |
| Heinrich-Imbusch-Straße     | Alstedde                           | Heinrich Imbusch, deutscher Gewerkschafter und Politiker                                                            | |
| Heinrich-Imig-Straße        | Alstedde                           | Heinrich Imig, deutscher Politiker                                                                                  | |
| Heinrich-Otto-Gresch-Straße | Wethmar                            | Heinrich Otto Gresch, kultureller Förderer                                                                          | |
| Heinrichstraße              | Brambauer                          | | |
| Hellweg                     | Beckinghausen                      | Hellweg, wichtige Durchgangsstraße                                                                                  | |
| Helmutstraße                | Brambauer                          | | |
| Herderweg                   | Lünen-Nord                         | Johann Gottfried Herder, deutscher Dichter                                                                          | |
| Hermann-Löns-Weg            | Nordlünen                          | Hermann Löns, deutscher Heimatdichter                                                                               | |
| Hermann-Schmälzger-Straße   | Brambauer                          | Hermann Schmälzger, Oberbürgermeister                                                                               | |
| Hermannweg                  | Brambauer                          | | |
| Hermann-Wember-Straße       | Niederaden                         | Hermann (plattdeutsch: Hiärm) Wember, Stadtarchivar und Mundartdichter (1910–1970)                                  | |
| Herrentheystraße            | Brambauer                          | Bauernhöfe Große Herrenthey und Kleine Herrenthey                                                                   | |
| Hildegardstraße             | Nordlünen                          | | |
| Himbeerenweg                | Horstmar                           | Himbeere, Pflanzenart                                                                                               | |
| Hirschberger Straße         | Horstmar                           | Hirschberg im Riesengebirge, Stadt in Niederschlesien, Polen                                                        | |
| Hirtenweg                   | Gahmen                             | | |
| Hoffmannstraße              | Lünen-Süd                          | (unsicher): E. T. A. Hoffmann, Schriftsteller oder August Heinrich Hoffmann von Fallersleben, Dichter und Germanist | |
| Hölderlinweg                | Nordlünen                          | Friedrich Hölderlin, deutscher Lyriker                                                                              | |
| Holtgrevenstraße            | Lünen                              | nach Dr.jur et phil. Holtgreven, OLG-Präsident, in Würdigung seiner Verdienste um die Errichtung des Amtsgerichtes  | |
| Holunderweg                 | Horstmar                           | Holunder, Pflanzengattung                                                                                           | |
| Hönninghauser Straße        | Brambauer                          | Straße in der ehemaligen Bauerschaft Hönninghausen                                                                  | |
| Horstmarer Straße           | Osterfeld                          | Straße nach Horstmar                                                                                                | |
| Hubertusstraße              | Osterfeld                          | | |
| Huestraße                   | Osterfeld                          | Otto Hue, deutscher Gewerkschafter und Politiker                                                                    | von 1933 bis 1946 Skagerrakstraße |
| Hügelstraße                 | Alstedde                           | | |
| Hülsdunkelstraße            | Gahmen                             | | |
| Hülsenbeckweg               | Alstedde                           | | |
| Hülshof                     | Geistviertel                       | | |
| Hünenweg                    | Alstedde                           | Hüne, besonders großer und kräftiger Mann (dort wurde ein Hünengrab gefunden)                                       | |
| Hüttenallee                 | Wethmar                            | Hütte, Werk, in dem Metall verarbeitet wird                                                                         | letzte Straße, die neu durchnummeriert wurde; führte zur Gewerkschaft Eisenhütte Westfalia, dem ersten Eisenwerk in Lünen bzw. Altlünen |
| Hüttenweg                   | Lünen-Nord                         | Hütte, Werk, in dem Metall verarbeitet wird                                                                         | |

## I
| Straßenname          | Ortsteil bzw. statistischer Bezirk | Herleitung                                                            | Bemerkungen                    |
| -------------------- | ---------------------------------- | --------------------------------------------------------------------- | ------------------------------ |
| Iländerweg           | Brambauer                          |                                                                       |                                |
| Im Baumhof           | Niederaden                         |                                                                       |                                |
| Im Berge             | Brambauer                          |                                                                       |                                |
| Im Brok              | Wethmar                            |                                                                       | K 19                           |
| Im Bruch             | Geistviertel                       |                                                                       |                                |
| Im Dorf              | Niederaden                         |                                                                       | K 13                           |
| Im Dornbusch         | Brambauer                          |                                                                       |                                |
| Im Drubbel           | Alstedde                           | Drubbel, eine ländliche Siedlungsform                                 |                                |
| Im Engelbrauck       | Lünen                              |                                                                       |                                |
| Im Erlensundern      | Niederaden                         | Erlen, Pflanzengattung                                                |                                |
| Im Geistwinkel       | Nordlünen                          | Geest, eine Landschaft, die höher und trockener ist als ihre Umgebung | bis 1974 bis 43, 44 Nordstraße |
| Im Grubenfeld        | Gahmen                             |                                                                       |                                |
| Im Grünen Grund      | Geistviertel                       |                                                                       |                                |
| Im Hagen             | Lünen                              |                                                                       |                                |
| Im Hasener           | Gahmen                             |                                                                       |                                |
| Im Heidbruch         | Brambauer                          |                                                                       |                                |
| Im Heidkamp          | Niederaden                         |                                                                       |                                |
| Im Heitfeld          | Brambauer                          |                                                                       |                                |
| Im Holt              | Nordlünen                          |                                                                       | bis 1974 Haverkampstraße       |
| Im Loh               | Lippholthausen                     |                                                                       |                                |
| Im Lohfeld           | Brambauer                          |                                                                       |                                |
| Im Ort               | Nordlünen                          |                                                                       |                                |
| Im Rechten Eck       | Lünen-Nord                         |                                                                       |                                |
| Im Sauerfeld         | Gahmen                             |                                                                       |                                |
| Im Siepen            | Brambauer                          |                                                                       |                                |
| Im Stockey           | Geistviertel                       |                                                                       |                                |
| Im Sunderfeld        | Brambauer                          |                                                                       |                                |
| Im Sundern           | Niederaden                         |                                                                       |                                |
| Im Westfeld          | Beckinghausen                      |                                                                       |                                |
| Im Wiesengrund       | Osterfeld                          |                                                                       |                                |
| Im Winkel            | Brambauer                          |                                                                       |                                |
| Im Ziegelkamp        | Osterfeld                          |                                                                       |                                |
| In den Erlen         | Alstedde                           | Erlen, Pflanzengattung                                                |                                |
| In den Hülsen        | Brambauer                          | Hülse, Hülle der Hülsenfrucht                                         |                                |
| In den Hummelknäppen | Alstedde                           | Hummeln, Gattung staatenbildender Insekten                            |                                |
| In den Pappeln       | Beckinghausen                      | Pappeln, Pflanzengattung                                              |                                |
| In den Tannen        | Wethmar                            | Tannen, Pflanzengattung                                               |                                |
| In den Telgen        | Lippholthausen                     | Telge, kleiner Baum, Zweig, Setzling                                  |                                |
| In der Bauget        | Niederaden                         |                                                                       |                                |
| In der Geist         | Geistviertel                       | Geest, eine Landschaft, die höher und trockener ist als ihre Umgebung |                                |
| In der Heide         | Niederaden                         |                                                                       | K 13                           |
| Industriestraße      | Wethmar                            |                                                                       |                                |

## J
| Straßenname           | Ortsteil bzw. statistischer Bezirk | Herleitung                                                     | Bemerkungen                                          |
| --------------------- | ---------------------------------- | -------------------------------------------------------------- | ---------------------------------------------------- |
| Jägerstraße           | Lünen-Süd                          |                                                                | von 1936 bis 1945 Horst-Wessel-Straße; 2–110, 5–223; |
| Jägerstraße           | Gahmen                             | von 1936 bis 1945 Horst-Wessel-Straße; 212–214                 |                                                      |
| Johannesstraße        | Nordlünen                          |                                                                |                                                      |
| Josef-Beckmann-Straße | Alstedde                           | Josef Beckmann (1889–1969), früherer Bürgermeister in Altlünen | erhielt 1959 das Bundesverdienstkreuz                |
| Josef-Rethmann-Straße | Lippholthausen                     | Josef Rethmann, Unternehmer (Rethmann)                         |                                                      |
| Josefstraße           | Brambauer                          |                                                                | bis 1928 Kirchstraße                                 |
| Justus-Pabst-Straße   | Brambauer                          | Justus Pabst, Auslandskorrespondent und Heimatforscher         |                                                      |

## K
| Straßenname            | Ortsteil bzw. statistischer Bezirk | Herleitung                                                                      | Bemerkungen                                                                |
| ---------------------- | ---------------------------------- | ------------------------------------------------------------------------------- | -------------------------------------------------------------------------- |
| Kamener Straße         | Lünen                              | Straße nach Kamen                                                               | 2–10A; L 654                                                               |
| Kamener Straße         | Beckinghausen                      | Straße nach Kamen                                                               | 113–261, 138–228A; L 654                                                   |
| Kampstraße             | Brambauer                          |                                                                                 |                                                                            |
| Kantstraße             | Lünen                              | Immanuel Kant, deutscher Philosoph                                              | 1–11, 6–12                                                                 |
| Kantstraße             | Osterfeld                          | Immanuel Kant, deutscher Philosoph                                              | 15–17, 22–24                                                               |
| Kapellenweg            | Alstedde                           |                                                                                 |                                                                            |
| Karl-Haarmann-Straße   | Brambauer                          | Karl Haarmann, Bergwerksdirektor                                                | bis 1903 Wibbelingstraße; bis 1920 Bismarckstraße; bis 1928 Schillerstraße |
| Karl-Kiehm-Weg         | Lünen-Süd                          | Karl Kiehm, Unternehmer                                                         |                                                                            |
| Karl-Marsiske-Straße   | Brambauer                          | Karl Marsiske, Kommunalpolitiker                                                |                                                                            |
| Karl-Marx-Straße       | Brambauer                          | Karl Marx, deutscher Philosoph und Gesellschaftstheoretiker                     | bis 1945 Schlageterstrasse                                                 |
| Karlstraße             | Gahmen                             |                                                                                 |                                                                            |
| Kastanienstraße        | Nordlünen                          | Kastanien, Pflanzengattung                                                      |                                                                            |
| Käthe-Kollwitz-Straße  | Nordlünen                          | Käthe Kollwitz, deutsche Graphikerin, Malerin und Bildhauerin                   |                                                                            |
| Kaubrügge              | Gahmen                             |                                                                                 |                                                                            |
| Kiebitzweg             | Nordlünen                          | Kiebitz, Vogelart                                                               |                                                                            |
| Kirchbruchstraße       | Brambauer                          |                                                                                 | nur von Dortmund-Brechten aus zu erreichen                                 |
| Kirchhofstraße         | Lünen-Nord                         |                                                                                 |                                                                            |
| Kirchstraße            | Lünen                              |                                                                                 |                                                                            |
| Klabundeweg            | Lünen-Süd                          | Erich Klabunde, deutscher Journalist und Politiker                              |                                                                            |
| Klarastraße            | Lünen-Nord                         |                                                                                 |                                                                            |
| Kleine Bebelstraße     | Lünen-Süd                          | August Bebel, deutscher Politiker                                               |                                                                            |
| Kleine Bergstraße      | Gahmen                             |                                                                                 |                                                                            |
| Kleine Heide           | Beckinghausen                      | Heide, Landschaftstyp                                                           |                                                                            |
| Kleine Laake           | Horstmar                           |                                                                                 |                                                                            |
| Kleine Torstraße       | Lünen-Nord                         |                                                                                 |                                                                            |
| Kleiststraße           | Lünen-Nord                         | Heinrich von Kleist, deutscher Dichter und Publizist                            |                                                                            |
| Klöterheide            | Lünen-Süd                          |                                                                                 |                                                                            |
| Knappenweg             | Lünen-Nord                         | Knappe, ehemalige Berufsbezeichnung im Bergbau, mit einem Gesellen vergleichbar | 2–50, 15–43B                                                               |
| Knappenweg             | Wethmar                            | Knappe, ehemalige Berufsbezeichnung im Bergbau, mit einem Gesellen vergleichbar | 45–57                                                                      |
| Kolpingstraße          | Lünen-Süd                          | Adolph Kolping, deutscher Priester und Begründer des Kolpingwerkes              |                                                                            |
| Königsberger Weg       | Lünen-Süd                          | Königsberg, Stadt in der Oblast Kaliningrad, Russland                           |                                                                            |
| Königsheide            | Brambauer                          | alte Flurbezeichnung                                                            | um 1900 Hellweg; bis 1928 Lünener Straße; L 654                            |
| Königslandwehr         | Beckinghausen                      | Landwehr, Umfriedung von Siedlungsgebieten                                      | 2, 41–45                                                                   |
| Konrad-Adenauer-Straße | Geistviertel                       | Konrad Adenauer, deutscher Bundeskanzler                                        | 1–13; K 1 bis 9                                                            |
| Konrad-Adenauer-Straße | Lünen                              | Konrad Adenauer, deutscher Bundeskanzler                                        | 28–50, 51; ab 50, 51                                                       |
| Konradstraße           | Brambauer                          |                                                                                 |                                                                            |
| Kornblumenweg          | Horstmar                           | Kornblume, Pflanzenart                                                          |                                                                            |
| Körnerstraße           | Lünen-Nord                         | Theodor Körner, deutscher Schriftsteller                                        |                                                                            |
| Kösterstraße           | Osterfeld                          | Adolf Köster, sozialdemokratischer Politiker                                    | von 1933 bis 1946 Scheerstraße (Paul Scheer)                               |
| Kranichweg             | Nordlünen                          | Kranich, Vogelart                                                               |                                                                            |
| Kreikenhof             | Horstmar                           | Kreiken (auch Kreitken), Hof in der Grafschaft Mark                             |                                                                            |
| Kreisstraße            | Niederaden                         | Kreisstraße, Straße in der Trägerschaft eines Kreises (Straßenklasse)           |                                                                            |
| Kreuzstraße            | Horstmar                           |                                                                                 | 2–64, 9–59                                                                 |
| Kreuzstraße            | Beckinghausen                      | 75–143, 84A–144; K 14 ab 101c, 110                                              |                                                                            |
| Krimstraße             | Lünen-Nord                         | Krim, Halbinsel im Schwarzen Meer (früher auch: Krimmstraße) Krimkrieg          |                                                                            |
| Krokusweg              | Horstmar                           | Krokusse, Pflanzengattung                                                       |                                                                            |
| Krummer Weg            | Nordlünen                          |                                                                                 |                                                                            |
| Kümperheide            | Gahmen                             |                                                                                 |                                                                            |
| Kupferstraße           | Osterfeld                          | Kupfer, chemisches Element mit der Ordnungszahl 29 (Kupferwerk)                 |                                                                            |
| Kurler Straße          | Horstmar                           | Straße nach Kurl                                                                |                                                                            |
| Kurt-Schumacher-Straße | Lünen-Nord                         | Kurt Schumacher, deutscher Politiker                                            | 1–15, 2–12; ab 10, 15,                                                     |
| Kurt-Schumacher-Straße | Lünen                              | Kurt Schumacher, deutscher Politiker                                            | 39–45, 40–44; /                                                            |
| Kurt-Schumacher-Straße | Osterfeld                          | Kurt Schumacher, deutscher Politiker                                            | 81–93, 82–94; L 684                                                        |
| Kurtstraße             | Brambauer                          |                                                                                 |                                                                            |
| Kurze Straße           | Lünen                              |                                                                                 |                                                                            |

## L
| Straßenname          | Ortsteil bzw. statistischer Bezirk | Herleitung                                                           | Bemerkungen |
| -------------------- | ---------------------------------- | -------------------------------------------------------------------- | --- |
| Laakstraße           | Nordlünen                          |                                                                      | K 19 |
| Ladestraße           | Lünen-Nord                         |                                                                      | |
| Landwehr             | Alstedde                           | Landwehr, Umfriedung von Siedlungsgebieten                           | |
| Lange Straße         | Lünen                              |                                                                      | von 1938 bis 1945 Straße der SA |
| Lannerstraße         | Nordlünen                          | Joseph Lanner, österreichischer Komponist und Violinist              | |
| Lanstroper Straße    | Horstmar                           | Straße nach Lanstrop                                                 | 1–31D, 2–46 |
| Lanstroper Straße    | Niederaden                         | Straße nach Lanstrop                                                 | 43–45 |
| Lauenburger Straße   | Alstedde                           | Lauenburg in Pommern, Polen                                          | |
| Lenaustraße          | Brambauer                          | Nikolaus Lenau, österreichischer Schriftsteller                      | zunächst Hindenburgstraße; bis ca. 1919 Ludendorffstraße; bis ca. 1923 Neue Straße; kurzzeitig Friedrichstraße; bis 1928 Freiligrathstraße |
| Lerchenweg           | Nordlünen                          | Lerchen, Vogelfamilie                                                | |
| Lessingstraße        | Lünen-Nord                         | Gotthold Ephraim Lessing, deutscher Dichter                          | |
| Liebknechtstraße     | Osterfeld                          | Karl Liebknecht, deutscher Politiker                                 | von 1933 bis 1946 Lettow-Vorbeck-Straße |
| Liegnitzer Straße    | Horstmar                           | Liegnitz in Niederschlesien, Polen                                   | |
| Ligusterweg          | Nordlünen                          | Liguster, Pflanzengattung                                            | |
| Lilienweg            | Horstmar                           | Lilien, Pflanzengattung                                              | |
| Lindenplatz          | Osterfeld                          | Linden, Pflanzengattung                                              | |
| Lindenstraße         | Lünen-Nord                         | Linden, Pflanzengattung                                              | |
| Linnenkamp           | Brambauer                          |                                                                      | |
| Lippestraße          | Geistviertel                       | Lippe, Fluss durch Lünen                                             | 71–109, 72–118 |
| Lippkampstraße       | Alstedde                           |                                                                      | |
| Lise-Meitner-Straße  | Nordlünen                          | Lise Meitner, österreichische Kernphysikerin                         | |
| Lisztstraße          | Nordlünen                          | Franz Liszt, österreichisch-ungarischer Komponist und Schriftsteller | |
| Loher Mark           | Horstmar                           |                                                                      | |
| Lorenzstraße         | Brambauer                          |                                                                      | |
| Lortzingstraße       | Nordlünen                          | Albert Lortzing, deutscher Komponist                                 | |
| Lotte-Lemke-Straße   | Nordlünen                          | Lotte Lemke, deutsche Fürsorgerin                                    | |
| Löwen-Köster-Straße  | Nordlünen                          | Franz Carl Heinrich Köster, Gastwirt „Zum goldenen Löwen“            | |
| Lucas-Cranach-Straße | Osterfeld                          | Lucas Cranach, deutscher Maler und Graphiker                         | |
| Ludwigstraße         | Nordlünen                          |                                                                      | |
| Luisenhüttenstraße   | Geistviertel                       | Luisenhütte der Firma Potthoff & Flume, ehemaliges Eisenwerk         | |
| Luisenstraße         | Nordlünen                          |                                                                      | |
| Lüner Heide          | Nordlünen                          | Heide, Landschaftstyp                                                | |
| Lutherstraße         | Lünen-Süd                          | Martin Luther, deutscher Theologe                                    | bis 1933 Häckelstraße; bis 1946 Lutherstraße; 1946 kurzzeitig Häckelstraße                                                                 |
| Lützowstraße         | Osterfeld                          | Ludwig Adolf Wilhelm von Lützow, preußischer General                 | bis 1914 Gabelsbergerstraße |

## M
| Straßenname              | Ortsteil bzw. statistischer Bezirk | Herleitung                                                                                      | Bemerkungen                                             |
| ------------------------ | ---------------------------------- | ----------------------------------------------------------------------------------------------- | ------------------------------------------------------- |
| Marie-Christ-Platz       | Nordlünen                          | Marie Christ (1825–1908) Kindergärtnerin                                                        |                                                         |
| Marie-Curie-Straße       | Nordlünen                          | Marie Curie, polnisch-französische Physikerin, Chemikerin und doppelte Nobelpreisträgerin       |                                                         |
| Marie-Juchacz-Straße     | Lünen                              | Marie Juchacz, deutsche Sozialreformerin und Frauenrechtlerin, Gründerin der Arbeiter-Wohlfahrt |                                                         |
| Marienburger Straße      | Alstedde                           | Marienburg, Stadt in Pommern, Polen                                                             |                                                         |
| Marienstraße             | Lünen-Nord                         | Straße zur Katholischen Pfarrkirche St. Marien (Lünen)                                          | früher: Mühlen- oder Karrenweg, Mollenwech              |
| Markgrafenstraße         | Lünen                              | Markgraf, Graf in einer Grenzmark                                                               |                                                         |
| Markscheiderweg          | Brambauer                          | Markscheider, Vermessungsingenieur im Bergbau                                                   | auf dem Gelände der ehemaligen Zeche Minister Achenbach |
| Marktgasse               | Lünen-Nord                         |                                                                                                 |                                                         |
| Marktstraße              | Lünen                              |                                                                                                 | bis 1922 Königstraße                                    |
| Marthastraße             | Lünen-Nord                         |                                                                                                 |                                                         |
| Martin-Niemöller-Straße  | Brambauer                          | Martin Niemöller, deutscher Theologe                                                            |                                                         |
| Masurenweg               | Lünen-Süd                          | Masuren, Region des ehemaligen Ostpreußens                                                      |                                                         |
| Matthias-Claudius-Straße | Wethmar                            | Matthias Claudius, deutscher Dichter und Journalist                                             |                                                         |
| Mauerstraße              | Lünen                              |                                                                                                 | darin einige denkmalgeschützte Fachwerkhäuser           |
| Max-Planck-Straße        | Brambauer                          | Max Planck, deutscher Physiker und Nobelpreisträger                                             |                                                         |
| Meininghauser Straße     | Brambauer                          | Bauernhof Meininghaus                                                                           |                                                         |
| Melanchthonplatz         | Brambauer                          | Philipp Melanchthon, deutscher Philosoph und Theologe                                           |                                                         |
| Melanchthonstraße        | Brambauer                          | Philipp Melanchthon, deutscher Philosoph und Theologe                                           | bis ca. 1909 Alfredstraße                               |
| Memeler Weg              | Lünen-Süd                          | Memel, Stadt in Litauen                                                                         |                                                         |
| Mengeder Straße          | Brambauer                          | Straße nach Mengede                                                                             | L 654                                                   |
| Merschstraße             | Lünen-Nord                         | Marschland, auch Marsch oder Mersch, Landschaftsform                                            | bis 7, 14 bis ca. 1970 Engelstraße                      |
| Milanweg                 | Nordlünen                          | Milane, Vogelgattung                                                                            |                                                         |
| Mittelfeld               | Horstmar                           |                                                                                                 |                                                         |
| Mohnblumenweg            | Horstmar                           | Mohnblume, Pflanzenart (Klatschmohn)                                                            |                                                         |
| Möllmanns Feld           | Wethmar                            | Möllmann, Bauernhof                                                                             |                                                         |
| Moltkestraße             | Geistviertel                       | Helmuth Karl Bernhard von Moltke, Generalfeldmarschall                                          | 2–88, 3–105; K 1 ab 17, 18                              |
| Moltkestraße             | Lippholthausen                     | Helmuth Karl Bernhard von Moltke, Generalfeldmarschall                                          | 212, 215; K 1                                           |
| Mörikestraße             | Lünen-Nord                         | Eduard Mörike, deutscher Lyriker                                                                |                                                         |
| Mozartstraße             | Nordlünen                          | Wolfgang Amadeus Mozart, österreichischer Komponist                                             |                                                         |
| Mühlenbachstraße         | Brambauer                          | Lüner Mühlenbach, linker Zufluss der Lippe                                                      |                                                         |
| Mühlenkamp               | Beckinghausen                      |                                                                                                 |                                                         |
| Mühlenkolk               | Alstedde                           |                                                                                                 |                                                         |
| Mühlenweg                | Lippholthausen                     |                                                                                                 |                                                         |
| Münsterstraße            | Lünen-Nord                         | Straße nach Münster                                                                             | 1–107A, 2–114; ab 37, 38                                |
| Münsterstraße            | Wethmar                            | Straße nach Münster                                                                             | 109–287, 116–290;                                       |

## N
| Straßenname         | Ortsteil bzw. statistischer Bezirk | Herleitung                                                            | Bemerkungen                                                |
| ------------------- | ---------------------------------- | --------------------------------------------------------------------- | ---------------------------------------------------------- |
| Nachtigallenweg     | Nordlünen                          | Nachtigall, Vogelart                                                  |                                                            |
| Nelkenweg           | Horstmar                           | Nelken, Pflanzengattung                                               |                                                            |
| Neuberinstraße      | Lünen                              | Friederike Caroline Neuber, genannt Neuberin, deutsche Schauspielerin |                                                            |
| Niederadener Straße | Horstmar                           | Straße nach Niederaden                                                | 1–49, 2–26; K 14                                           |
| Niederadener Straße | Niederaden                         | Straße nach Niederaden                                                | 30–150, 101–149; K 14 bis 40B, 101; L 821/K 14 ab 125, 150 |
| Niersteheide        | Lünen-Süd                          |                                                                       |                                                            |
| Norbertstraße       | Nordlünen                          | Norbert von Xanten, Stifter des Prämonstratenserordens                | s. Kirche St. Norbert, Lünen                               |
| Nordplatz           | Brambauer                          |                                                                       |                                                            |
| Nordstraße          | Brambauer                          |                                                                       |                                                            |

## O
| Straßenname          | Ortsteil bzw. statistischer Bezirk | Herleitung                                          | Bemerkungen         |
| -------------------- | ---------------------------------- | --------------------------------------------------- | ------------------- |
| Oberbeckerweg        | Lünen-Süd                          | Altenderne-Oberbecker, ehemaliger Name von Derne    |                     |
| Oetringhauser Straße | Brambauer                          | Bauernhöfe Große Oetringhaus und Kleine Oetringhaus |                     |
| Oskar-Schulz-Straße  | Wethmar                            | Oskar Schulz, Bergwerksdirektor                     |                     |
| Oststraße            | Wethmar                            |                                                     | K 19                |
| Otto-Klug-Weg        | Lünen-Nord                         | Otto Klug, früherer Stadtjugendpfleger              |                     |
| Otto-Martin-Straße   | Wethmar                            | Otto Martin, jüdischer Musiklehrer und Komponist    |                     |
| Ottostraße           | Brambauer                          |                                                     | bis 1928 Karlstraße |

## P
| Straßenname            | Ortsteil bzw. statistischer Bezirk | Herleitung                                                               | Bemerkungen                                  |
| ---------------------- | ---------------------------------- | ------------------------------------------------------------------------ | -------------------------------------------- |
| Parkstraße             | Lünen                              |                                                                          |                                              |
| Paul-Böke-Straße       | Alstedde                           | Paul Böke, Kommunalpolitiker und Ehrenbürger in Altlünen                 |                                              |
| Paul-Bonnermann-Straße | Brambauer                          | Amtmann des Amtes Brambauer                                              | bis 1928 Scharnhorststraße                   |
| Pfarrer-Bremer-Straße  | Lünen                              | Diedrich Hermann Bremer, Pfarrer und Chronist (1775–1859)                |                                              |
| Pfarrer-Kock-Weg       | Brambauer                          | Dieter Kock, Pfarrer                                                     |                                              |
| Pfarrer-Nigge-Straße   | Nordlünen                          | Franz Nigge (1879–1968), Pfarrer und Heimatforscher                      |                                              |
| Piepenbringstraße      | Nordlünen                          | Ernesto Piepenbring, Ehrenvorsitzender der Siedlergemeinschaft Westfalia | bis 2012 Karl-Wagenfeld-Straße               |
| Pierbusch              | Brambauer                          | Pier, Hafenbauwerk                                                       | in der Nähe des Hafens am Datteln-Hamm-Kanal |
| Pirolweg               | Nordlünen                          | Pirol, Vogelart                                                          |                                              |
| Platanenweg            | Nordlünen                          | Platanen, Pflanzengattung                                                |                                              |
| Preußenstraße          | Horstmar                           | Preußen, ehemaliges Land in Deutschland (Zeche Preußen)                  | K 14 bis 81, 106                             |

## Q
| Straßenname | Ortsteil bzw. statistischer Bezirk | Herleitung                      | Bemerkungen |
| ----------- | ---------------------------------- | ------------------------------- | ----------- |
| Querstraße  | Horstmar                           | durchquert vier andere Strassen |             |

## R
| Straßenname                   | Ortsteil bzw. statistischer Bezirk | Herleitung | Bemerkungen                                                |
| ----------------------------- | ---------------------------------- | --- | ---------------------------------------------------------- |
| Ramkamp                       | Alstedde                           | |                                                            |
| Rathenaustraße                | Lünen                              | Walther Rathenau, deutscher Politiker                                                                                 | bis 1922 und von 1933 bis 1946 Prinz-Friedrich-Karl-Straße |
| Rebhuhnweg                    | Nordlünen                          | Rebhuhn, Vogelart |                                                            |
| Regerstraße                   | Nordlünen                          | Max Reger, deutscher Komponist                                                                                        |                                                            |
| Reichsweg                     | Brambauer                          | |                                                            |
| Reuterstraße                  | Lünen-Nord                         | Fritz Reuter, deutscher Dichter und Schriftsteller                                                                    |                                                            |
| Ricarda-Huch-Straße           | Nordlünen                          | Ricarda Huch, deutsche Schriftstellerin und Philosophin                                                               |                                                            |
| Richard-Schirrmann-Weg        | Nordlünen                          | Richard Schirrmann, deutscher Lehrer, Gründer der Jugendherbergen                                                     | Nähe Cappenberger See                                      |
| Richardstraße                 | Brambauer                          | |                                                            |
| Riethstraße                   | Brambauer                          | |                                                            |
| Ringstraße                    | Lünen                              | |                                                            |
| Robert-Koch-Straße            | Geistviertel                       | Robert Koch, deutscher Mediziner und Nobelpreisträger                                                                 |                                                            |
| Roggenmarkt                   | Lünen                              | Roggen, Getreideart                                                                                                   |                                                            |
| Rolf-Dietrich-Ratzmann-Straße | Wethmar                            | Rolf-Dietrich Ratzmann, deutscher Maler und Grafiker                                                                  |                                                            |
| Römerweg                      | Alstedde                           | Altes Römergebiet | 1–25, 2–28                                                 |
| Römerweg                      | Nordlünen                          | Altes Römergebiet | 30–60, 35–85                                               |
| Röntgenstraße                 | Geistviertel                       | Wilhelm Conrad Röntgen, deutscher Physiker und Nobelpreisträger                                                       | bis 1947 Richthofenstraße                                  |
| Roonstraße                    | Lünen                              | Albrecht von Roon, preußischer Generalfeldmarschall                                                                   |                                                            |
| Rosa-Luxemburg-Straße         | Nordlünen                          | Rosa Luxemburg, deutsche Politikerin                                                                                  |                                                            |
| Rosenstraße                   | Lünen-Nord                         | Rosen, Pflanzengattung (da nicht weit vom früheren Pestfriedhof entfernt, evtl. auch abgeleitet von Leprosen-Kranken) |                                                            |
| Rotdornweg                    | Horstmar                           | Rotdorn, Kulturformen der Pflanzengattung Weißdorn                                                                    |                                                            |
| Rotkehlchenweg                | Brambauer                          | Rotkehlchen, Vogelart                                                                                                 |                                                            |
| Rudolf-Breitscheid-Straße     | Geistviertel                       | Rudolf Breitscheid, deutscher Politiker                                                                               |                                                            |
| Rudolfstraße                  | Brambauer                          | | bis 1928 Querstraße                                        |
| Rudolph-Nagell-Straße         | Nordlünen                          | Rudolph Nagell, Kustos, Organist und Lehrer                                                                           |                                                            |

## S
| Straßenname                 | Ortsteil bzw. statistischer Bezirk | Herleitung                                                                             | Bemerkungen                                                                            |
| --------------------------- | ---------------------------------- | -------------------------------------------------------------------------------------- | -------------------------------------------------------------------------------------- |
| Saalfeld                    | Beckinghausen                      |                                                                                        |                                                                                        |
| Saarbrücker Straße          | Lünen-Süd                          | Saarbrücken, Landeshauptstadt des Saarlandes (Deutsch-Französischer Krieg)             |                                                                                        |
| Saatweg                     | Alstedde                           |                                                                                        |                                                                                        |
| Sachsenweg                  | Alstedde                           | Sachsen, Freistaat, Land in Deutschland                                                |                                                                                        |
| Sanitätsrat-Wortmann-Straße | Osterfeld                          | Johann Diedrich Gottfried Christian Wortmann, Sanitätsrat, Sanitätsoffizier            |                                                                                        |
| Schachtweg                  | Gahmen                             | Schacht, senkrechter Grubenbau (Bergbau)                                               |                                                                                        |
| Schäferweg                  | Nordlünen                          |                                                                                        |                                                                                        |
| Scharnhorststraße           | Horstmar                           | Gerhard von Scharnhorst, preußischer General                                           |                                                                                        |
| Schillerstraße              | Lünen-Nord                         | Friedrich Schiller, deutscher Dichter                                                  |                                                                                        |
| Schillstraße                | Osterfeld                          | Ferdinand von Schill, preußischer Offizier                                             |                                                                                        |
| Schlaunstraße               | Wethmar                            | Johann Conrad Schlaun, deutscher Baumeister                                            |                                                                                        |
| Schlegelstraße              | Horstmar                           | August Wilhelm von Schlegel, Literaturwissenschaftler, Schriftsteller                  |                                                                                        |
| Schloßallee                 | Lippholthausen                     | Straße zum abgerissenen Schloss Buddenburg                                             | beibehaltene alte Schreibweise                                                         |
| Schneider-Paas-Straße       | Wethmar                            | Alfred Johannes Schneider Paas, Werksdirektor der ehem. Westfalia Hütte                |                                                                                        |
| Schorlemmers Kamp           | Geistviertel                       | Schorlemmer, Bürgermeisterfamilie                                                      |                                                                                        |
| Schreberweg                 | Lünen-Süd                          | Moritz Schreber, deutscher Arzt und Hochschullehrer (nach ihm benannt: Schrebergarten) |                                                                                        |
| Schröderstraße              | Osterfeld                          | Ludwig Schröder (1848–1914), Bergmann, Arbeiterführer                                  | von 1933 bis 1946 Weddigenstraße                                                       |
| Schubertstraße              | Nordlünen                          | Franz Schubert, österreichischer Komponist                                             |                                                                                        |
| Schulenkampstraße           | Brambauer                          | Flur in Brambauer an der Grenze zu Brechten                                            |                                                                                        |
| Schulstraße                 | Nordlünen                          | Kardinal-von-Galen-Schule, Grundschule                                                 |                                                                                        |
| Schulz-Gahmen-Straße        | Osterfeld                          | Paul Schulz-Gahmen, deutscher Reichstagsabgeordneter                                   |                                                                                        |
| Schützenstraße              | Lünen-Nord                         | Schützenplatz in der früheren Kappenberger Heide                                       |                                                                                        |
| Schwansbeller Weg           | Osterfeld                          | Straße/Weg in der Nähe und zum Schloss Schwansbell; Schwansbell, Adelsfamilie          |                                                                                        |
| Schweidnitzer Straße        | Horstmar                           | Schweidnitz, Stadt in Niederschlesien, Polen                                           |                                                                                        |
| Schwester-Elisabeth-Weg     | Brambauer                          | Elisabeth Bormann, genannt Schwester Elisabeth, Gemeindeschwester                      |                                                                                        |
| Sedanstraße                 | Lünen-Süd                          | Sedan, Stadt im Département Ardennes, Frankreich (Schlacht von Sedan)                  |                                                                                        |
| Seelhuve                    | Osterfeld                          |                                                                                        |                                                                                        |
| Selma-Lagerlöf-Straße       | Horstmar                           | Selma Lagerlöf, schwedische Schriftstellerin                                           |                                                                                        |
| Seydlitzstraße              | Osterfeld                          | Friedrich Wilhelm von Seydlitz, preußischer General                                    |                                                                                        |
| Silberstraße                | Lünen                              | Silber, chemisches Element mit der Ordnungszahl 47                                     |                                                                                        |
| Sonnenweg                   | Lünen-Süd                          |                                                                                        |                                                                                        |
| Sperlingsweg                | Nordlünen                          | Sperlinge, Vogelfamilie                                                                |                                                                                        |
| Spichernstraße              | Lünen-Süd                          | Spichern, Stadt im Département Moselle, Frankreich (Schlacht bei Spichern)             |                                                                                        |
| Spormeckerplatz             | Lünen                              | Georg Spormecker, deutscher Chronist                                                   | bis 1933 Platz vor dem Stadthaus, bis 1945 Adolf-Hitler-Platz, bis 1963 Stadthausplatz |
| Sprengersknapp              | Alstedde                           |                                                                                        | 18                                                                                     |
| Sprengersknapp              | Nordlünen                          | 19–29                                                                                  |                                                                                        |
| Stadttorstraße              | Lünen                              |                                                                                        |                                                                                        |
| Starweg                     | Brambauer                          | Stare, Vogelfamilie                                                                    |                                                                                        |
| Steinstraße                 | Lünen-Nord                         | Heinrich Friedrich Karl vom und zum Stein, preußischer Staatsmann und Reformer         | 3–59, 10–30                                                                            |
| Steinstraße                 | Nordlünen                          | Heinrich Friedrich Karl vom und zum Stein, preußischer Staatsmann und Reformer         | 32–146, 61–133                                                                         |
| Stellenbachstraße           | Brambauer                          |                                                                                        |                                                                                        |
| Stettiner Weg               | Lünen-Süd                          | Stettin, Stadt in Westpommern, Polen                                                   |                                                                                        |
| St.-Georg-Kirchplatz        | Lünen                              | St. Georg, Namensgeber der Kirche                                                      |                                                                                        |
| St.-Marien-Kirchplatz       | Lünen-Nord                         | St. Maria, Namensgeberin der Kirche                                                    |                                                                                        |
| Stresemannstraße            | Geistviertel                       | Gustav Stresemann, deutscher Reichskanzler                                             |                                                                                        |
| Sudbergstraße               | Brambauer                          |                                                                                        |                                                                                        |
| Süggelstraße                | Osterfeld                          | am Süggelbach gelegen (Naturschutzgebiet Süggel)                                       |                                                                                        |

## T
| Straßenname          | Ortsteil bzw. statistischer Bezirk  | Herleitung | Bemerkungen                     |
| -------------------- | ----------------------------------- | --- | ------------------------------- |
| Taubenweg            | Brambauer                           | Tauben, Vogelfamilie                                                                                           |                                 |
| Theodor-Storm-Straße | Lünen-Nord                          | Theodor Storm, deutscher Schriftsteller                                                                        |                                 |
| Theodora-Rump-Straße | Nordlünen                           | Theodora Rump (1821–1900), Hebamme                                                                             |                                 |
| Thomas-Mann-Straße   | Lünen-Nord                          | Thomas Mann, deutscher Schriftsteller                                                                          |                                 |
| Tilsiter Weg         | Lünen-Süd                           | Tilsit, Stadt in der Oblast Kaliningrad, Russland                                                              |                                 |
| Timo-Konietzka-Weg   | Osterfeld                           | Timo (Friedhelm) Konietzka, ehemaliger Fußballspieler                                                          |                                 |
| Tinkmühlenweg        | Brambauer                           | |                                 |
| Tobiaspark           | Lünen-Nord, gleich hinter der Lippe | ehemaliger Friedhof, dort wurde im Mittelalter ein Soldat Tobias gen. Kerkhoff (Kirchhof) als Erster bestattet | bis ca. 1970 Merschstraße       |
| Tockhausen           | Brambauer                           | Bauerschaft im Nordosten Brambauers                                                                            | einzige Bauerschaftsbezeichnung |
| Tockhauser Straße    | Brambauer                           | Straße zur Bauerschaft Tockhausen                                                                              |                                 |
| Tulpenweg            | Horstmar                            | Tulpen, Pflanzengattung                                                                                        |                                 |

## U
| Straßenname  | Ortsteil bzw. statistischer Bezirk | Herleitung                       | Bemerkungen |
| ------------ | ---------------------------------- | -------------------------------- | ----------- |
| Uhlandstraße | Lünen-Süd                          | Ludwig Uhland, deutscher Dichter |             |
| Ulmenstraße  | Nordlünen                          | Ulmen, Pflanzengattung           |             |

## V
| Straßenname         | Ortsteil bzw. statistischer Bezirk | Herleitung                                                                            | Bemerkungen                        |
| ------------------- | ---------------------------------- | ------------------------------------------------------------------------------------- | ---------------------------------- |
| Varstbruch          | Gahmen                             |                                                                                       |                                    |
| Veilchenweg         | Horstmar                           | Veilchen, Pflanzengattung                                                             |                                    |
| Verbandstraße       | Geistviertel                       |                                                                                       | 196–202                            |
| Viktoriaplatz       | Lünen-Nord                         | Zeche Victoria, ehemalige Zeche in Lünen-Nord                                         |                                    |
| Viktoriastraße      | Lünen                              |                                                                                       |                                    |
| Virchowstraße       | Geistviertel                       | Rudolf Virchow, deutscher Arzt                                                        |                                    |
| Von-Born-Straße     | Wethmar                            | Johann Wilhelm von Born Unternehmer, Mitgründer der Gewerkschaft Eisenhütte Westfalia |                                    |
| Von-Galen-Straße    | Nordlünen                          | Clemens August Graf von Galen, deutscher Kardinal                                     |                                    |
| Von-Ketteler-Straße | Nordlünen                          | Wilhelm Emmanuel von Ketteler, deutscher Bischof (Arbeiterbischof)                    |                                    |
| Von-Wieck-Straße    | Lünen-Nord                         | Urban von Wieck, Pfarrer                                                              | weihte das St.-Marien-Hospital ein |
| Voßkuhle            | Brambauer                          |                                                                                       |                                    |

## W
| Straßenname              | Ortsteil bzw. statistischer Bezirk | Herleitung                                                                                | Bemerkungen                                                            |
| ------------------------ | ---------------------------------- | ----------------------------------------------------------------------------------------- | ---------------------------------------------------------------------- |
| Wagnerstraße             | Lünen-Süd                          | Richard Wagner, deutscher Komponist                                                       |                                                                        |
| Waldemar-Elsoffer-Weg    | Lünen-Nord                         | Waldemar Elsoffer, Opfer der Pogromnacht, s. Liste der Stolpersteine in Lünen             | geboren in Elsoff bei Bad Berleburg, wo viele jüdische Bewohner lebten |
| Waldhöhe                 | Alstedde                           |                                                                                           |                                                                        |
| Waldweg                  | Wethmar                            |                                                                                           |                                                                        |
| Wallgang                 | Lünen                              |                                                                                           |                                                                        |
| Waltroper Straße         | Brambauer                          | Straße nach Waltrop                                                                       | L 511                                                                  |
| Wehrenboldstraße         | Nordlünen                          | Caspar Diedrich Wehrenbold, Unternehmer, Mitgründer der Gewerkschaft Eisenhütte Westfalia | 1–47E, 2–112; K 19                                                     |
| Wehrenboldstraße         | Wethmar                            | Caspar Diedrich Wehrenbold, Unternehmer, Mitgründer der Gewerkschaft Eisenhütte Westfalia | 99–171, 114–154; K 19                                                  |
| Weidenkamp               | Wethmar                            | Weiden, Pflanzengattung                                                                   |                                                                        |
| Weideweg                 | Gahmen                             | Weide, bewachsene landwirtschaftliche Fläche, auf der Nutztiere stehen                    |                                                                        |
| Weißdornweg              | Horstmar                           | Weißdorne, Pflanzengattung                                                                |                                                                        |
| Weißenburger Straße      | Lünen-Süd                          | Weißenburg, Stadt im Département Bas-Rhin, Frankreich (Schlacht bei Weißenburg)           |                                                                        |
| Werner-Warsinsky-Straße  | Wethmar                            | Werner Warsinsky, deutscher Schriftsteller                                                |                                                                        |
| Westfaliastraße          | Lünen-Nord                         | Gewerkschaft Eisenhütte Westfalia, erstes Eisenwerk in Lünen                              |                                                                        |
| Wethmar Mark             | Wethmar                            | Wethmar, Stadtteil                                                                        | aus niederdeutsch: Wed = Wald und mar = seichtes, stehendes Wasser     |
| Wevelsbacher Weg         | Lünen-Nord                         |                                                                                           |                                                                        |
| Wilfried-Diekmann-Straße | Brambauer                          | Wilfried Diekmann, früherer Kommunalpolitiker                                             | auf dem Gelände der ehemaligen Zeche Minister Achenbach                |
| Wilhelm-Hauff-Straße     | Nordlünen                          | Wilhelm Hauff, deutscher Schriftsteller                                                   |                                                                        |
| Wilhelm-Hüsing-Straße    | Lünen-Nord                         | Wilhelm Hüsing, Oberbürgermeister                                                         |                                                                        |
| Wilhelm-Löbbe-Allee      | Wethmar                            | Wilhelm Löbbe, deutscher Konstrukteur                                                     |                                                                        |
| Wilhelm-Meier-Straße     | Osterfeld                          | Wilhelm Meier, Bauunternehmer, Vorstand im Gemeinnützigen Bauverein, Lünen                |                                                                        |
| Wilhelm-Raabe-Straße     | Niederaden                         | Wilhelm Raabe, deutscher Schriftsteller                                                   |                                                                        |
| Wilhelmstraße            | Lünen                              |                                                                                           |                                                                        |
| Willi-Melchers-Straße    | Wethmar                            | Willi Melchers, Gewerkschafter und Kommunalpolitiker                                      |                                                                        |
| Willy-Brandt-Platz       | Lünen                              | Willy Brandt, deutscher Bundeskanzler und Nobelpreisträger                                |                                                                        |
| Wirthstraße              | Horstmar                           | Joseph Wirth, deutscher Politiker                                                         |                                                                        |
| Wittekindstraße          | Brambauer                          | Wittekind I., Stammvater der Fürsten und Grafen von Waldeck                               | bis 1920 Moltkestraße; bis 1928 Goethestraße                           |
| Wittes Hof               | Niederaden                         | Witte, Bauernhof                                                                          |                                                                        |
| I. Wittkamp              | Wethmar                            |                                                                                           |                                                                        |
| II. Wittkamp             | Wethmar                            |                                                                                           |                                                                        |
| Wörthstraße              | Lünen-Süd                          | Schlacht bei Wörth                                                                        |                                                                        |

## Y
| Straßenname | Ortsteil bzw. statistischer Bezirk | Herleitung                                       | Bemerkungen |
| ----------- | ---------------------------------- | ------------------------------------------------ | ----------- |
| Yorckstraße | Brambauer                          | Ludwig Yorck von Wartenburg, preußischer General |             |

## Z
| Straßenname        | Ortsteil bzw. statistischer Bezirk | Herleitung                                                                | Bemerkungen                                                                                                |
| ------------------ | ---------------------------------- | ------------------------------------------------------------------------- | --- |
| Zaunkönigweg       | Nordlünen                          | Zaunkönig, Vogelart                                                       | |
| Zechenplatz        | Brambauer                          | Zeche Minister Achenbach, ehemaliges Bergwerk in Brambauer                | |
| Zechenstraße       | Brambauer                          | Zeche Minister Achenbach, ehemaliges Bergwerk in Brambauer                | |
| Zeppelinstraße     | Lünen-Nord                         | Ferdinand Graf von Zeppelin, Konstrukteur des Luftschiffes                | |
| Ziethenstraße      | Lünen-Süd                          | Hans Joachim von Zieten, Reitergeneral                                    | |
| Zum Dahl           | Brambauer                          |                                                                           | |
| Zum Gewerbepark    | Gahmen                             |                                                                           | |
| Zum Gottesacker    | Brambauer                          | Anderes Wort für Friedhof                                                 | ab 22 bis 1928 Bebelstraße; bis 1933 Dürerstraße; bis 1945 Schlageterstraße; bis ca. 1974 Karl-Marx-Straße |
| Zum Haus Oberfelde | Niederaden                         |                                                                           | |
| Zum Holzplatz      | Brambauer                          | Gelände zur Grubenholz-Lagerung (zum Stollenausbau u. ä.)                 | auf dem Gelände der ehemaligen Zeche Minister Achenbach                                                    |
| Zum Karrenbusch    | Brambauer                          |                                                                           | |
| Zum Pier           | Brambauer                          | Pier, Hafenbauwerk                                                        | führt in Richtung Hafen am Datteln-Hamm-Kanal                                                              |
| Zum Reygers Hof    | Alstedde                           | Reygers, Bauernhof                                                        | |
| Zum Stummhafen     | Lippholthausen                     | Stumm (Montanunternehmer)                                                 | führt in Richtung Hafen am Datteln-Hamm-Kanal                                                              |
| Zum Verkehrshof    | Brambauer                          |                                                                           | an der Endhaltestelle der                                                                                  |
| Zum Wäldchen       | Osterfeld                          |                                                                           | |
| Zwolle-Allee       | Wethmar                            | Zwolle, Stadt in der Provinz Overijssel, Niederlande, Partnerstadt Lünens | 5, 10 |